# Édouard Jonville
Édouard Jonville, en 1990 en Savoie, est un rameur d'aviron français.

## Carrière sportive
Edouard Jonville est médaillé d'argent aux championnats du Monde d'aviron U23 en 2010, 2011 et 2012.
Il est médaillé d'argent en quatre sans barreur poids légers à l'Universiade d'été de 2013 à Kazan.
Il remporte aux Championnats d'Europe d'aviron 2018 à Glasgow avec Benoît Brunet, Benoît Demey et Sean Vedrinelle la médaille de bronze en quatre sans barreur.